# Музей Біблії
Музей Біблії — музей, присвячений історії Біблії. Розташований у Мюнстері (Німеччина), працює під егідою місцевого університету.

## Історія
Музей був заснований як відділення Інституту по дослідженню текстів (нім. Instituts für neutestamentliche Textforschung) Нового заповіту. Відкриття відбулося 8 березня 1979 року у присутності бундеспрезидента Вальтера Шеєля.
У 1986 році площу музею було розширено на три додаткові приміщення. Відтоді постійна експозиція складає приблизно 350 експонатів. Наприкінці 2006 року музей переїхав на нинішню адресу.

## Колекція
Основою експозиції стала приватна колекція, яку було доповнено експонатами, наявними в інституті. Колекція містить як древні рукописні екземпляри різних розділів Біблії, так і друковані видання від XVI століття до наших днів. У квітні 2010 року музей отримав у дар найбільшу приватну колекцію Біблій, що складає близько 650 екземплярів від XV століття.
Нині постійно виставлено приблизно 350 експонатів, інші можна побачити під час спеціальних виставок.